# سیاه‌کولی باواریا
سیاه‌کولی باواریا (نام علمی: Vimba elongata) نام یک گونه از سرده سیاه‌کولی‌ها است.